# Torment (альбом)
Torment — двенадцатый студийный альбом американской дэт-метал группы Six Feet Under, релиз состоялся 24 февраля 2017 года на лейбле Metal Blade Records. Это первый альбом группы, на котором принял участие ударник Марко Питруззелла. Продюсером альбома стал Крис Барнс, сведением и мастерингом альбома занимался Кристофер «Zeuss» Харрис.

## Запись и выпуск
Запись альбома завершилась в конце 2016 года перед туром X-Mas in Hell Tour 2016, на котором группа отпраздновала 21 год со дня выпуска дебютного альбома Haunted. Сведением альбома занимался Кристофер Харрис, более известный под псевдонимом Zeuss.
Крис Барнс, вокалист Six Feet Under, в интервью Blabbermouth описал альбом:

Наш новый альбом не похож на любой из наших предыдущий альбомов. Точно так же, как Haunted не звучит как Tomb of the Mutilated, Maximum Violence не звучит как Warpath, а Undead не звучит как 13. Если вы ожидаете, что он будет похож на какой-то из наших альбомов, вы будете разочарованы. Надо сказать, новое звучание, которые мы создали, просто безумно.
Оригинальный текст (англ.)Our new album does not sound like any of our previous albums. Just as 'Haunted' didn't sound like 'Tomb Of The Mutilated', just like 'Maximum Violence' didn't sound like 'Warpath', just like 'Undead' didn't sound like '13'. If you are expecting it to sound like one of our other albums, you will be disappointed. Saying that, the new music we have recorded is fucking insane.
— 
13 января 2017 года было выложено лирик-видео на песню «Sacrificial Kill». Сам альбом был выпущен 24 февраля того же года.

## Рецензии
| Оценки критиков | Оценки критиков |
| Источник        | Оценка          |
| --------------- | --------------- |
| Exclaim!        | 5/10            |
| Revolver        | 3/5             |
| Rock Hard       | 7.5/10          |
| Laut.de         | [ 7 ]           |

Альбом получил смешанные отзывы критиков. Хорошо отозвался об альбоме журнал Revolver, в своей рецензии отметив, что группа осталась предана своему «простому и брутальному» стилю, а сам альбом полон «разбивающих в щепки» брейкдаунов и «непобедимого рёва» Криса Барнса. Нейтральнее об альбоме отозвался Дениз Фальзон из Exclaim!, выделив хедбэнгер «Sacrificial Kill», переходящий в «разрушительные» бласт-биты на треке «Exploratory Homicide», а также песню «Schizomaniac» с «несколькими запоминающимися рифами». Тем не менее он отмечал, что альбом на полпути становится «монотонным», а вокал Барнса не способен вытянуть «невдохновленные» песни. Мануэль Бергер из Laut.de поставил альбому оценку 2 из 5, заключив, что альбом «замечателен, если его использовать как фон на рабочем месте», поскольку он не привлекает к себе внимания и позволяет сосредоточиться на других вещах. Также он отметил, что «никто не заметит», если на некоторых треках (например, на «Sacrificial Kill» и «Knife Through the Skull») вокальные и инструментальные партии поменять местами.

## Список композиций
| №                   | Название                            | Длительность |
| ------------------- | ----------------------------------- | ------------ |
| 1.                  | «Sacrificial Kill»                  | 3:55         |
| 2.                  | «Exploratory Homicide»              | 2:45         |
| 3.                  | «The Separation of Flesh from Bone» | 4:52         |
| 4.                  | «Schizomaniac»                      | 3:54         |
| 5.                  | «Skeleton»                          | 3:43         |
| 6.                  | «Knife Through the Skull»           | 3:40         |
| 7.                  | «Slaughtered as They Slept»         | 4:55         |
| 8.                  | «In the Process of Decomposing»     | 3:50         |
| 9.                  | «Funeral Mask»                      | 3:28         |
| 10.                 | «Obsidian»                          | 4:14         |
| 11.                 | «Bloody Underwear»                  | 3:41         |
| 12.                 | «Roots of Evil»                     | 4:02         |
| Общая длительность: | Общая длительность:                 | 46:59        |

## Чарты
| Чарт (2017)                     | Высшая позиция |
| ------------------------------- | -------------- |
| Австрия (Ö3 Austria)            | 54             |
| Бельгия/Фландрия (Ultratop)     | 113            |
| Германия (Offizielle Top 100)   | 44             |
| Швейцария (Schweizer Hitparade) | 98             |